# Südgermanen
Der Bezeichnung Südgermanen können je nach Kontext unterschiedliche Begriffe zugeordnet sein.

## Ethnologisch
- Gelegentlich werden die Südgermanen gleichbedeutend mit den Westgermanen gesetzt.

- In der Literatur über die Zeit der Völkerwanderung kann hier eine Unterteilung der westgermanischen Stämme gemeint sein, die in alpiner Donau-Nähe siedelten.

- Generell alle Stämme der Germanen, die in unmittelbarer Rhein- und Donaunähe mit dem römischen Kulturraum in Kontakt standen, wobei hier die Franken oftmals ausgeklammert werden und speziell betrachtet werden.

- Generell alle außerskandinavischen Stämme (d. h. West- und Ostgermanen).

## Linguistisch
In der Germanistik und historischen Linguistik ist der Begriff „Südgermanen“ teilweise mit dem in der Sprachwissenschaft gebräuchlicheren Begriff „Westgermanen“ identisch. Gemeint sind dabei alle germanischen Idiome südlich von Dänemark (siehe westgermanische Sprachen). Nach anderer Terminologie gelten als südgermanisch nur diejenigen Dialekte, die dann ab dem 7. Jahrhundert die zweite Lautverschiebung vollzogen, also die Sprache der Rhein-Weser-Germanen (Istwäonen), zu denen die Franken und Chatten (Hessen) gezählt werden, und der Elbgermanen, zu denen die Sweben, die Alamannen, die Thüringer, die Langobarden und die Bajuwaren gehören. Ein nahezu synonymer Begriff ist deswegen voralthochdeutsch. Der Begriff Westgermanen umfasst dagegen neben diesen Südgermanen im engeren Sinne auch die Nordseegermanen (= Sachsen, Friesen und Angelsachsen).
Jedenfalls nicht zu den Südgermanen bzw. Westgermanen gezählt werden im linguistischen Sinn die Ostgermanen (Goten, Gepiden, Rugier, Burgunder etc.) und die Germanen Skandinaviens (Nordgermanen).

## Mythologisch
- Es können hiermit seit der Zeit der Deutschen Mythologie (nach Jacob Grimm) generell alle germanischen nicht-nordgermanischen Stämme gemeint sein, wahlweise mit den ostgermanischen Stämmen (welche in Grimms Deutscher Mythologie ebenfalls vertreten sind) oder eine rein deutsche Mythologie (gelegentlich auch „teutonische Mythologie“ genannt) bzw. die Mythologie des deutschen Sprachraums.

- Ein jüngerer Ausdruck im Bereich der germanischen Mythologie, der einen Individuationsprozess zur nordischen/eddischen Mythologie anstrebt und versucht, mittels Texten wie u. a. Tacitus’ Germania und gegebenenfalls Bezug zur indogermanischen Mythologie eine autarke germanische Mythologie zu erschaffen, welche die typisch-exklusiv eddischen Elemente ausschließt. Hierdurch kann sie eher einer protogermanischen Mythologie ähneln und kann somit wiederum die prä-eddische nordische Mythologie einschließen, unter der Rücksichtnahme, dass die nordische Mythologie nicht unbedingt mit der eddischen gleichzusetzen ist.

- Im Allgemeinen besteht die Tendenz, in der germanischen Mythologie zwischen nordischer/eddischer Mythologie, angelsächsischer Mythologie und südgermanischer/kontinentalgermanischer Mythologie zu unterscheiden. Meist in die letztgenannte eingeordnet – wegen der schwachen Überlieferung – werden die mythologischen Ansichten der Ostgermanen.